# Таксономія Блума

Таксономія Блума після перегляду у 2001 році

Таксономія Блума — таксономія педагогічних цілей в пізнавальній сфері, що була запропонована у 1956 році американським психологом Бенджаміном Блумом.

## Історія дослідження
Після Другої світової війни група американських педагогів і психологів під керівництвом Б. Блума розробила правила чіткого й однозначного формулювання і впорядкування цілей навчання. Вони визначили групу когнітивних цілей, групу афективних цілей (вони виражаються через сприймання, інтереси, нахили, здібності тощо) та психомоторні цілі (навички письма, мовні, фізичні, трудові навички). Група когнітивних цілей може бути виражена через такі елементи засвоєння, як розуміння, відтворення, застосування, аналіз, синтез, оцінка.
Перший том таксономії, Handbook I: Когнітивні був опублікований у 1956 році, а в 1964 році вийшов другий том Handbook II: Афективні. Переглянута версія таксономії для когнітивного домену була створена в 2001 році.

## Основні положення
Цілі навчання у когнітивній сфері можуть бути виражені через такі елементи засвоєння (їх ще називають елементами таксономії Блума): знання, розуміння, застосування, аналіз, синтез і оцінка. Нижче розшифровується їх зміст, а також та діяльність, виконання якої передбачається даним рівнем освоєння змісту.
1. Знання. Ця категорія означає запам'ятовування та відтворення матеріалу, який вивчається. Йдеться про запам'ятовування і відтворення термінів, конкретних фактів, методів і процедур, основних понять, правил, принципів, цілісних теорій.
2. Розуміння. Показником розуміння значення вивченого може бути здатність людини встановлювати зв'язок одного матеріалу з іншим, перетворювати його із одної форми вираження в іншу, переводити його з однієї «мови» на іншу (наприклад, зі словесної у графічну, математичну і навпаки). Як показник розуміння може також бути інтерпретація матеріалу учнем (пояснення, короткий виклад), прогнозування майбутніх наслідків, що випливають із наявних даних.
3. Застосування. Цей елемент засвоєння означає уміння використовувати вивчений матеріал у конкретних умовах і нових ситуаціях. Сюди входить застосування правил, методів, уміння розбивати матеріал на складові понять, законів, принципів, теорій.
4. Аналіз. До цієї категорії належить виділення частин цілого, виявлення взаємозв'язку між ними, осмислення принципів організації цілого. Навчальні результати характеризуються осмисленням не тільки змісту навчального матеріалу, а і його внутрішньої структури. Учень, який добре опанував цю категорію навчальних цілей, бачить помилки й огріхи в логіці міркувань, бачить різницю між фактами і наслідками, оцінює важливість даних.
5. Оцінювання Як категорія навчальних цілей, вона означає вміння оцінювати значення того чи іншого матеріалу для конкретної мети. Судження і умовиводи учня мають засновуватися на чітких критеріях. Учень оцінює логіку побудови матеріалу у вигляді письмового тексту, оцінює відповідність висновків уже даним і тощо.
6. Синтез. Ця категорія означає вміння комбінувати елементи, щоб одержати ціле з новою системною властивістю. Таким новим продуктом може бути повідомлення, план дій, нова схема тощо.